# Aravell
Aravell es una localidad española del municipio de Montferrer Castellbó, perteneciente a la provincia de Lérida, en la comunidad autónoma de Cataluña.

## Toponimia
El lugar puede aparecer referido con las grafías «Aravell» y «Arabell».

## Historia
Hacia mediados del siglo XIX, el lugar, por entonces con ayuntamiento propio, tenía contabilizada una población de 48 habitantes. Aparece descrito en el segundo volumen del Diccionario geográfico-estadístico-histórico de España y sus posesiones de Ultramar de Pascual Madoz con las siguientes palabras:

ARABELL: l. que forma ayunt. con el de Ballestá, en cuya jurisd. se halla enclavado, en la prov. de Lérida (19 leg.), part. jud. y dióc. de Seo de Urgel (1), aud. terr. y c. g. de Cataluña (Barcelona 26); sit. en un pequeño llano, donde le combaten todos los vientos; goza de clima saludable. Tiene 9 casas de regular fábrica, y una igl. parr. sufragánea de la del pueblo de Adrall dist. poco mas de 1/4 de leg. El terreno es bastante fértil y abundante de buenas aguas, las cuales aprovechan los hab. para su gasto doméstico, abrevadero de ganados y para riego de varios trozos de tierra. Prod.: trigo, cebada, avena, legumbres, hortaliza, vino y pastos, con los que sostiene ganado mular, vacuno, lanar y cabrio, y hay caza de varias clases. Pobl.: 9 vec. 48 alm.: contr. con Ballestá.
(Madoz, 1845, p. 369)

El municipio de Aravell desapareció en 1970, al incorporarse el término al de Montferrer Castellbó. En 2023, la entidad singular de población tenía empadronados 194 habitantes y el núcleo de población, 189.